# 田島章寛
田島 章寛（たじま あきひろ、1989年7月4日 - ）は、日本の男性声優。福岡県筑紫野市出身。ケンユウオフィス所属。

## 来歴
ヒューマンアカデミー福岡校、マウスプロモーション付属養成所、スクールデュオ卒業。
以前は賢プロダクションに所属していた。

## 人物
声種はバリトン。方言は博多弁。趣味はバイク、映画鑑賞。特技はバイクの運転、空手。

## 出演
太字はメインキャラクター。

### テレビアニメ
2011年
- そふてにっ（赤玉中応援団）

2016年
- 甲鉄城のカバネリ（恙衆）
- マクロスΔ（パイロット隊長）

2017年
- AKIBA'S TRIP -THE ANIMATION-（聖、運転士）
- 進撃の巨人（兵士、男） - 2シリーズ
- ひとりじめマイヒーロー（ゴズ先生、不良〈マスク〉）
- 銀魂. （真選組隊士B）

2018年
- ダーリン・イン・ザ・フランキス（七賢人、職員E）
- ルパン三世 PART5（実況、兵士B、警官A）
- フルメタル・パニック! Invisible Victory（クラマの部下B）
- あまんちゅ!〜あどばんす〜（参加者）
- BANANA FISH（フライ、軍団員）
- オーバーロードIII（ナテル・イニエム・デイル・カーベイン）
- 狐狸之声（リーチンイェン）

2019年
- ルパン三世 グッバイ・パートナー（パイロットB）
- 盾の勇者の成り上がり（住民）
- ポプテピピック TVスペシャル（鬼の子分）
- 忍たま乱太郎（2019年 - 2023年、軽井居留守〈2代目〉、忍者、ドクアジロガサ忍者、青鬼、貴族 他）
- PSYCHO-PASS サイコパス 3（ケイン、構成員、大男）
- クレヨンしんちゃん（2019年 - 2025年、バスの運転手、犬、客C、アクション仮面D、クリントン 他）

2020年
- 文豪とアルケミスト 〜審判ノ歯車〜（侵蝕者）
- 啄木鳥探偵處（男性客）
- トミカ絆合体 アースグランナー（2020年 - 2021年、ガオグランナーサーベル、バルーガ第二形態）
- NOBLESSE -ノブレス-（軍人4、チンピラ）
- ゴールデンカムイ（兵士）
- ふしぎ駄菓子屋 銭天堂（警察官）
- ツキウタ。 THE ANIMATION2（カメラマン）
- 魔法科高校の劣等生 シリーズ（2020年 - 2024年、黒服リーダー、椎葉家当主） - 2シリーズ

2021年
- 装甲娘戦機（隊員、大将）
- 回復術士のやり直し
- 名探偵コナン（2021年 - 2025年、渋面オンド、菰田明、ジャック、デイビット、男性、隊員）
- マジカパーティ（2021年 - 2022年、MC、テント64、トリドーザー、ゾウボウシャ、ドラグーン 他）
- セスタス -The Roman Fighter-（ギドン）
- すばらしきこのせかい The Animation（汎用死神）
- ゲッターロボ アーク（守衛、住人）
- TSUKIPRO THE ANIMATION 2（連合軍頭）
- SELECTION PROJECT（当麻剛、沼田健太朗〈配信スタッフ〉）
- 異世界食堂2（追手）
- 白い砂のアクアトープ（飼育員、招待客）
- 真の仲間じゃないと勇者のパーティーを追い出されたので、辺境でスローライフすることにしました（ゼフ）
- マブラヴ オルタネイティヴ（珠瀬玄丞斎）

2022年
- リアデイルの大地にて（盗賊の頭）
- 新幹線変形ロボ シンカリオンZ（カマルス）
- ルパン三世 PART6（バスケ）
- 永遠の831（専業配達員A）
- BORUTO-ボルト- NARUTO NEXT GENERATIONS（丹戸兵・リーダー）
- 幻想三國誌 -天元霊心記-（ぬえ）
- 平家物語（僧兵2）
- ポケットモンスター（エール団）
- SHAMAN KING（レニム）
- もっと!まじめにふまじめ かいけつゾロリ（ゴリ社長、男、運転手）
- ブラック★★ロックシューター DAWN FALL（酒場の店主）
- メイドインアビス 烈日の黄金郷（アジャポカ）
- ニンジャラ（2022年 - 2024年、ガイア、ハデス、鉢屋衆代表）
- VAZZROCK THE ANIMATION（監督）
- 農民関連のスキルばっか上げてたら何故か強くなった。（店主、オーク）
- ドラえもん（テレビ朝日版第2期）（2022年 - 2025年、ナレーション、黒い犬、無法者②）
- 宇崎ちゃんは遊びたい!ω

2023年
- 僕のヒーローアカデミア（食神BOY、自警団）
- 便利屋斎藤さん、異世界に行く（ターレフォン）
- 神達に拾われた男2（ウィスト）
- もういっぽん!
- 老後に備えて異世界で8万枚の金貨を貯めます（伝令）
- ちいかわ（フグ、試験官）
- 勇者が死んだ!（ネイガン・ボーン）
- 異世界ワンターンキル姉さん 〜姉同伴の異世界生活はじめました〜（馬丁）
- Dr.STONE NEW WORLD（戦士）
- レベル1だけどユニークスキルで最強です（先輩社員）
- 無職転生 II 〜異世界行ったら本気だす〜（ブルク・アドルディア）
- ダークギャザリング（霊）
- 聖女の魔力は万能です（商人A）

2024年
- ようこそ実力至上主義の教室へ 3rd Season（藤巻）
- メタリックルージュ（男2、指揮官）
- 俺だけレベルアップな件（ハンター）
- SHAMAN KING FLOWERS（レニム）
- ぶっちぎり?!（チンピラB）
- 魔王の俺が奴隷エルフを嫁にしたんだが、どう愛でればいい?（キメリエス）
- HIGHSPEED Étoile（無線クルー、スタッフ、ADFのクルー）
- 異世界スーサイド・スクワッド（オークC）
- 魔導具師ダリヤはうつむかない（隊員C）
- 異世界ゆるり紀行 〜子育てしながら冒険者します〜（ギルドマスター）
- 烏は主を選ばない（猿）
- 魔王軍最強の魔術師は人間だった（副長）
- ハイガクラ（牛鬼）
- 最凶の支援職【話術士】である俺は世界最強クランを従える（ヴァルター）
- 嘆きの亡霊は引退したい（ジョー）
- 神之塔 -Tower of God- 工房戦（バラガブ）

2025年
- シャングリラ・フロンティア（チンピラNPC、深きに生ける羅鱶〈カブラ・ビンゾ〉）
- トリリオンゲーム（口上人）
- Unnamed Memory Act.2（タルヴォ）
- キン肉マン 完璧超人始祖編（シーク星人）
- わたしの幸せな結婚
- 九龍ジェネリックロマンス（中年男性A）
- 機動戦士Gundam GQuuuuuuX
- 神統記（テオゴニア）（加護持ちマカク、ラグ村兵士）
- ポケットモンスター（観客）
- スライム倒して300年、知らないうちにレベルMAXになってました ～そのに～（フラットルテ父）
- 真・侍伝 YAIBA（ドライドライ、作業員）
- クレバテス-魔獣の王と赤子と屍の勇者-（勇者、山賊、エリスン兵）
- ホテル・インヒューマンズ（部下）
- SAKAMOTO DAYS（男）

### 劇場アニメ
- 天気の子（2019年）[30]
- メイドインアビス 深き魂の黎明（2020年、祈手）
- クレヨンしんちゃん 激突! ラクガキングダムとほぼ四人の勇者（2020年、すがる市民）
- バブル（2022年）
- すずめの戸締まり（2022年）
- 金の国 水の国（2023年）
- 劇場版 オーバーロード 聖王国編（2024年、バザー）
- 映画ドラえもん のび太の絵世界物語（2025年、現場監督）

### Webアニメ
2019年
- 無限の住人-IMMORTAL-（手下、葛屋）

2020年
- SUPER SHIRO（カミツキガメ）
- バキ（機動隊員）

2021年
- 爆丸アーマードアライアンス（ガリリオン、ガリリオンインフィニティ）
- 終末のワルキューレ（2021年 - 2023年、関羽雲長、宮田景勝、シュンバ、毘沙門天） - 2シリーズ

2022年
- Shenmue the Animation（トム、スミス、マーク、クールJ、元観関）
- BASTARD!! -暗黒の破壊神-（狼男、ダイ＝アモンの部下、城兵）
- LUPIN ZERO（警官B）

2023年
- ルパン三世VSキャッツ・アイ（兵D）
- PLUTO（ロボット警備員)

2024年
- あたしンちNEXT（教授、神輿の一団、ラジオの声）

### ゲーム
2016年
- 逆転オセロニア（カーンライズ）
- 喧嘩番長 乙女
- 進撃の巨人

2018年
- FOX -Flame Of Xenocide-

2019年
- エーペックスレジェンズ（スクライアー）
- プリンセスコネクト!Re:Dive（王宮騎士）
- SDガンダム GGENERATION CROSSRAYS（一般兵ボイス〈ベテランB〉）

2020年
- キャプテン翼 RISE OF NEW CHAMPIONS
- エターナルリターン（マグヌス・スコット）
- デュエル・マスターズ プレイス（奇術ロボ・ジェントルマン、ボルメテウス・武者・ドラゴン、死神獣ヤミノストライク 他）
- バッドランダーズ（チュートリアル音声）
- サイバーパンク2077

2021年
- スマッシュレジェンド（ウォルフガング）
- コール オブ デューティ ヴァンガード（太田重徳）
- バトルフィールド2042
- ブラックサバイバル: 永遠回帰（マグヌス）

2022年
- モンスターストライク（2022年 - 2023年、グリフォン、島田魁）

2023年
- OCTOPATH TRAVELER II
- ドラゴンクエストモンスターズ3 魔族の王子とエルフの旅

2024年
- ファイナルファンタジーVII リバース
- 百英雄伝 (ゴールズミット）
- 護縁（金剛力士）

2025年
- プロミス・マスコットエージェンシー（フク・カタ、モリタマコト）

### ドラマCD
- ドラキュラ〜ふたり吸血鬼〜（2011年、レンフィールド）
- ドラマCD 水戸黄門 第2巻（2016年）
- VAZZROCK　COLOR　SERIES[－GREEN－]（並木）

### BLCD
- 妓楼の軍人（2015年）
- 飴色パラドックス3（2016年）
- 四代目・大和辰之（2016年）
- Flaver（2017年）
- 素人ヤンキー♂危機一発!!

### 吹き替え

#### 映画（吹き替え）
- アウトポスト（ジョシュ・カーク三等軍曹〈ジャック・ケシー〉[36]）
- アサルト33:要塞病棟（マローン）
- アス（救急隊無線男）
- アンカット・ダイヤモンド（バディ）
- いつかはマイ・ベイビー（バリー）
- インサイド・マン2（ジョセフ）
- インデペンデンス・デイ2021（ヴァーノン）
- 飢えた侵略者
- VETERAN ヴェテラン（ルー）
- X-MEN:ダーク・フェニックス（男性警官1[37]）
- おとぎ話を忘れたくて（タイソン）
- ガーディアンズ・オブ・ギャラクシー
- カポネ（クロフォード〈ジャック・ロウデン〉）
- ガンパウダー・ミルクシェイク（ジム〈ラルフ・アイネソン〉[38]）
- キラー・ドッグ（男）
- ザ・メガロドン 怪獣大逆襲（エイハーン）
- ジャンピング・ザ ・ブルーム〜恋と嵐と結婚式〜（シェフ）
- ジョーズ2
- 杉原千畝 スギハラチウネ（SS兵士）
- スター・ウォーズシリーズ
  - スター・ウォーズ/最後のジェダイ
  - スター・ウォーズ/スカイウォーカーの夜明け
  - ハン・ソロ/スター・ウォーズ・ストーリー
- スペンサー・コンフィデンシャル（マクリン）
- 聖闘士星矢 The Beginning（ジャッキー[39]）
- 冷たい〜（グレッグ）
- デイ・シフト（マイク・ナザリアン〈スティーヴ・ハウイー〉）
- ネバー・サレンダー 肉弾凶器（ルイス・ルーニー）
- ふたりの女王 メアリーとエリザベス（マリ伯）
- ブラックパンサー/ワカンダ・フォーエバー（SWAT男隊員1[40]）
- ヘイト・ユー・ギブ
- ベラのワンダフル・ホーム（ドリュー）
- 星の王子 ニューヨークへ行く2
- マックス・スティール（ジム）
- 山猫は眠らない9 ローグ・ミッション（ギルディ〈ブライアン・セクストン3世〉[41]）
- ライリー・ノース -復讐の女神-（カール）
- ランボー ラスト・ブラッド（手下F[42]）※BSテレ東版
- ローグ（ジョーイ〈フィリップ・ウィンチェスター〉[43]）
- ワウンズ: 呪われたメッセージ

#### ドラマ
- アウトランダー
- イージー
- イエローストーン
- X-ファイル2016（コルキット）
- FBI: Most Wanted 〜指名手配特捜班〜
- ギフテッド 新世代X-MEN誕生
- キャシアン・アンドー（タラミン〈ガーシュウィン・ユスターシュ ・Jr〉）
- KILLJOYS/銀河の賞金ハンター（ガッシュ、ラットキング）
- クイーン・オブ・ザ・サウス 〜女王への階段〜（ホルヘ）
- グッド・ファイト
- クリミナル・マインド 国際捜査班
- クリミナル・マインド/FBI vs. 異常犯罪
- GLOW: ゴージャス・レディ・オブ・レスリング
- ゲットタウン（ストロークフェイス）
- THE GOOD COP/グッド・コップ
- Sweet Home -俺と世界の絶望-（ジェファン）
- スノーピアサー（アンドレ・レイトン〈ダヴィード・ディグス〉）
- 孫悟空の遊勇伝（ゴルム）
- ターナー&フーチ/すてきな相棒（トレント）
- トム・クランシー/ CIA分析官 ジャック・ライアン（マックス、コヨーテ）
- ナイトフォール -悲運の騎士団-（ガウェイン）
- ニックのいたずら
- ハード・サン 滅亡の機密ファイル（ウィル）
- バッド・ブラッド憎しみのマフィア（パパルー、マーロン）
- パニッシャー
- POWER/パワー（ショーン、ポンチョ）
- ハンナ 〜殺人兵器になった少女〜（ルディ）
- BULL / ブル 法廷を操る男（クリス、陪審員）
- HOMELAND（バラーク）
- ボクらを見る目（バーンズ、ロバーツ）
- LUCIFER/ルシファー（警備担当）
- ロック&キー（ダニエル）
- わかっていても（ギュヒョン）

#### アニメ
- アバター 伝説の少年アン（プーン）
- アベンジャーズ・アッセンブル（コーヴス・グレイヴ）
- OK K.O.! めざせヒーロー（ブランドン、ベノマス博士）
- ガーディアンズ・オブ・ギャラクシー（コーヴス・グレイヴ）
- シザー・セブン（赤髪男、殺し屋男 他）
- シュガー・ラッシュ:オンライン（ストームトルーパー、蜂）
- SING/シング: ネクストステージ
- ザ・シンプソンズ  (ネルソン・マンツの父〈3代目〉他)
- スター・ウォーズ：テイルズ・オブ・ジェダイ（ハネル）
- ソーラー・オポジット（ハルク）
- それいけ、わんちゃん!（おじいちゃん）
- チーム ゼンコー ゴー
- ナタ転生
- 天官賜福（神官、賞金稼ぎ、鬼、兵士）
- ビッグシティ・グリーン（バスケス）
- ビッグツリー・シティ（テッド）
- ビッグマウス（セス）
- ホワイト・ファング 〜アラスカの白い牙〜（冒頭男）
- ラブ、デス&ロボット

### ボイスオーバー
- アート・オブ・デザイン
- カー・マスターズ〜スクラップがお宝に変わるまで〜 シーズン4
- カウンターパンチ（バーナード・ホプキンス）
- カリーフブラウダー（ジェフ・ロビンソン 他）
- 最強のマーチング・バンド
- ザ・ジレンマ：もうガマンできない シーズン3（ネイサン）
- サンダーランドこそ我が人生（ジェイソン・スティール）
- 地球ドラマチック
  - 3D解析!ピラミッドの謎〜エジプト最後のミステリー〜
  - 鉄の貴婦人 エッフェル塔〜知られざる誕生物語〜
  - 哺乳類の大躍進!恐竜絶滅後の世界
- DOPE/ドープ
- ナルコワールド:麻薬取引の実態
- BS世界のドキュメンタリー ヒトラー最期の謎
- ボールを奪え パスを出せ/FCバルセロナ最強の証（ハビエル・マスチェラーノ）
- ミッドナイトアジア：食べて・踊って・夢を見て
- ラスト・チャンス（マリク・ヘンリー）
- ラスト・バレー・レストーラー:修復は俺たちに任せろ!
- リズム+フロー（オールドマン）

### 映画
- シン・仮面ライダー（2023年3月18日）

### シリーズ一覧
1. ↑  Season 2（2017年）、The Final Season 完結編（前編）
2. ↑  第2期『来訪者編』（2020年）、第3期（2024年）